# Cegielnia (Sainte-Croix)
Pour les articles homonymes, voir Cegielnia.
Cegielnia est une localité polonaise de la gmina de Tarłów, située dans le powiat d'Opatów en voïvodie de Sainte-Croix.